# Thelcticopis
Thelcticopis là một chi nhện trong họ Sparassidae.

## Hình ảnh

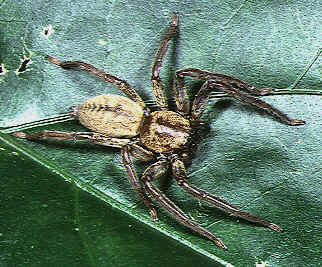